# ...e tutto in biglietti di piccolo taglio
...e tutto in biglietti di piccolo taglio (Fuzz) è un film del 1972 diretto da Richard A. Colla e interpretato da Burt Reynolds, Yul Brynner, Raquel Welch e Tom Skerritt.
In bilico tra commedia con toni grotteschi e poliziesco, il film è tratto dal romanzo del 1968 Allarme: arriva la "Madama" (Fuzz) di Ed McBain, facente parte del ciclo di storie dell'87º Distretto.

## Trama
In un periodo di parecchi giorni, alcuni detective della polizia di Boston, in servizio presso l'87º distretto, indagano su diversi casi.
il detective Steve Carella si traveste da senzatetto per scoprire un piromane seriale che da fuoco ai barboni; viene avvicinato da due giovani che gli buttano liquido infiammabile addosso e gli danno fuoco; Carella finisce in ospedale ma si riprende e torna al lavoro.
Una telefonata anonima minaccia la morte di un ufficiale della città, a meno di non ottenere 5.000 $; il caso è assegnato a sue investigatori, Bert Kling e Arthur Brown; i due si mettono in appostamento sorvegliando la scatola con il riscatto, che viene presa da un uomo di nome Tony La Bresca; Kling e Brown lo seguono. Poiché la scatola contiene solo carta, in seguito il commissario Parks viene ucciso a colpi di pistola; arriva un’altra telefonata, che stavolta chiede 50.000 $. La polizia prepara un’altra scatola e aspetta; un uomo raccoglie la scatola e viene arrestato, ma i detective scoprono che è solo un sempliciotto qualunque; pensava che la scatola contenesse marijuana! Più tardi il vicesindaco muore per una bomba in auto.
Al distretto arriva una nuova investigatrice, Eileen McHenry, trasferita per aiutare a risolvere un caso difficile, una serie di stupri; il collega Meyer le chiede di interrogare una testimone; tuttavia, la donna sembra avere problemi mentali, e dichiara d’essere stata aggredita da un uomo che indossava un mantello; mentre Carella e Meyer ridono della descrizione, McHenry si rende conto che si sono presi gioco di lei. A tarda notte, McHenry cammina al parco e viene aggredita da un uomo, ma riesce ad arrestarlo, fermando la serie di stupri.
Intanto il ricattatore, un uomo noto come il Calvo (nella versione originale the deaf man, “il Sordo”), informa i suoi soci Buck e Ahmad del prossimo obiettivo: l’affarista Henry Jefferson. Tramite travestimenti, il trio elude la sorveglianza della polizia e mette una bomba nella sua casa; poi il Calvo telefona a Jefferson pretendendo 500.000 $.
Gli investigatori continuano a sorvegliare Tony La Bresca, credendo sia comunque connesso al ricattatore; invece salta fuori che Tony è solo un delinquente da poco e sta per derubare un negozio di liquori con il complice Schroeder; Carella e Kling vengono piazzati nel retrobottega per intervenire. Tuttavia il caso del negozio e quello del ricattatore si incrociano per una fatalità: il Calvo, Buck e Ahmad vogliono festeggiare il nuovo ricatto con una bottiglia di champagne, e si fermano proprio in quel negozio; Tony e Schroeder invece passano dalla porta posteriore, e quando irrompono vedono Buck (che indossa ancora la divisa da finto poliziotto usata per penetrare in casa Jefferson. I rapinatori aprono il fuoco e uccidono Buck, il Calvo cerca di scappare ma viene colpito da Kling, Ahmad arriva all’auto però nella fretta di fuggire si schianta con la macchina. Kling trova indizi nell’auto che collegano i tre ai ricatti e scopre della bomba da Jefferson, avvisando i colleghi ed evitando l’esplosione.
Intanto il Calvo sta fuggendo a piedi verso un’area lungo il fiume, ma si imbatte nella coppia di giovani piromani che avevano attaccato Carella; i due gli danno fuoco e lui salta nel fiume per salvarsi; la polizia non trova traccia del Calvo, così dichiara il caso chiuso e festeggia. Ma, mentre stanno lasciando la scena, una mano emerge dall’acqua e prende l’apparecchio per sordi che era rimasto sulla banchina.